# Терзян, Арутюн Арташесович
Арутюн Арташесович Терзян (арм. Հարություն Արտաշեսի Թերզյան; 27 июня 1932 — 10 октября 2016) — советский и армянский учёный-электромеханик и электрорадиотехник, доктор технических наук, профессор, член-корреспондент Академии наук Армянской ССР (1986), действительный член Академии наук Армении (1996).

## Биография
Родился 27 июня 1932 года в Эривани, Армянской ССР.
С 1950 по 1955 год обучался на механическом факультете Ереванского политехнического института. В 1964 году окончил аспирантуру во  ВНИИ электромеханики, а в 1980 году докторантуру Московского энергетического института.
С 1955 года на научно-производственной и педагогической работе в Ереванском политехническом институте в качестве инженера-электрика, преподавателя,  с 1986 года — профессора и научного руководителя лаборатории автоматизированных систем и моделирования, с 1989 по 1993 год — заведующий кафедрой электрических аппаратов и средств автоматизации и одновременно с 1989 год — руководитель лаборатории математического моделирования, с 1993 по 2016 год — проректор этого института и  профессор кафедры электрических машин и аппаратов.
С 1979 по 1989 год одновременно с научной занимался и педагогической работой в  ВНИИ  электроэнергетики в должности заведующего теоретическим отделом.

### Научно-педагогическая деятельность и вклад в науку
Основная научно-педагогическая деятельность А. А. Терзяна была связана с вопросами в области параллельных вычислений, моделирования электромагнитных систем и автоматизированного проектирования и исследования сложных технических систем, занимался исследованиями в области адаптация алгоритмов принятия решения к моделям решаемых задач и нелинейных многопараметрических экстремальных задач с ограничениями. А. А. Терзян являлся — членом Секции космической энергетики Научного совета по космической электронике и электро-радиотехнике и Секции статистической оптимизации Научного совета по комплексной проблеме «Кибернетика» Академии наук СССР, председателем экспертной комиссии по техническим наукам Академии наук Армении и председателем научно-технического совета Ереванского политехнического института, являлся — членом редакционных советов  научных журналов «Журнал прикладного электромагнетизма» и «Известия национальной академии наук Армении и ГИУА». 
В 1964 году защитил кандидатскую диссертацию по теме: «Индукторный генератор с пульсирующим потоком», в 1980 году защитил докторскую диссертацию на соискание учёной степени доктор технических наук по теме: «Методы и средства автоматизированного проектирования электрических машин автономной энергетики». В 1986 году ВАК СССР ему было присвоено учёное звание профессор. В 1986 году он был избран член-корреспондентом Академии наук Армянской ССР, в 1996 году он был избран действительным членом НАН Армении.  А. А. Терзяном было написано более ста десяти научных работ, три монографии и пять авторских свидетельств на изобретения.

## Основные труды
- Индукторный генератор с пульсирующим потоком. - Ереван; Москва, 1963. - 132 с.
- Индукторные генераторы / Н. Я. Альпер, А. А. Терзян. - Москва : Энергия, 1970. - 192 с.
- Методы и средства автоматизированного проектирования электрических машин автономной энергетики. - Ереван, 1979. - 474 с.
- Автоматизированное проектирование электрических машин / А. А. Терзян. - М. : Энергоатомиздат, 1983. - 255 с.
- Системы автоматизированного проектирования электрических машин / А. А. Терзян; Ин-т повышения квалификации руководящих работников и специалистов электротехн. пром-сти. - М. : Минэлектротехпром СССР, 1988. - 75 с[2]

## Награды
- Медаль Анании Ширакаци (2003)[1]
- Заслуженный деятель науки Республики Армения (2013)[3]